# L'alibi sotto la neve
L'alibi sotto la neve (Nightfall) è un film poliziesco statunitense del 1957 diretto da Jacques Tourneur.
Il soggetto è tratto dal romanzo Il buio nel cervello (Nightfall) di David Goodis.

## Trama
L'artista James Vanning ed il suo amico, il dottor Edward Gurston, si trovano in Wyoming per una battuta di caccia e pesca e si imbattono in due sconosciuti con l'auto in panne. I due, John e Red, sono in realtà due rapinatori in fuga con un bottino di ben 350.000 dollari frutto di una rapina in banca. Con lo scopo di non avere testimoni della loro fuga, i due malviventi sparano ai due malcapitati amici, uccidendo il dottor Gusston, mentre James Vanning, dopo essere svenuto riesce a sopravvivere.
Dopo essersi risvegliato, l'uomo si ritrova nel bel mezzo di una tempesta di neve e scopre che i due assassini hanno abbandonato per distrazione la borsa con il loro malloppo, per questo prende i soldi e inizia una lunga fuga dai due che sono di ritorno per riprendere i soldi e a raggiungere la cittadina più vicina. Lì però scopre che il suo amico è stato assassinato con il suo stesso fucile e che, di conseguenza, è diventato il sospetto principale di questo omicidio.